# Prionolabis subcognata
Prionolabis subcognata là một loài ruồi trong họ Limoniidae. Chúng phân bố ở miền Cổ bắc.